# Flying Wild Hog
Flying Wild Hog — дочерняя польская компания, занимающаяся разработкой компьютерных игр. Студия была основана в апреле 2009 года Томеком Бараном, Михалем Шустаком и Клаудишем Зихом. Наиболее известной разработкой компании является серия шутеров Shadow Warrior.

## История компании
Flying Wild Hog была основана в апреле 2009 года выходцами из компаний City Interactive, People Can Fly и CD Projekt RED, Томеком Бараном, Михалем Шустаком и Клаудишем Зихом в Варшаве, Польша. Студия разработала собственный движок Road Hog Engine для своей первой игры Hard Reset, выпущенной в сентябре 2011 года. В апреле 2012 года Flying Wild Hog выпустили бесплатное дополнение Hard Reset: Exile, для улучшенной версии Hard Reset. В сентябре 2013 года компания выпустила Shadow Warrior, перезапуск одноимённой игры 1997 года, которая была издана компанией Devolver Digital, а в 2015 году анонсировала сиквел Shadow Warrior 2, с ориентировочной датой релиза в 2016 году. 7 декабря 2015 года Flying Wild Hog открыла дочернее подразделение, Flying Wild Hog Cracow в городе Краков, которое возглавил Михаль Кук.
В марте 2019 года Flying Wild Hog была куплена инвестиционной фирмой Supernova Capital, основанной бывшим директором компании Splash Damage Полом Веджвудом и другими её сотрудниками. Сделка призвана обеспечить Flying Wild Hog финансовую стабильность для того, чтобы студия смогла больше сосредоточиться на разработке игр. В ноябре 2019 года Flying Wild Hog заявили о том, что работают над тремя неанонсированными проектами.

## Roadhog Engine
Roadhog Engine — игровой движок, разработанный и используемый Flying Wild Hog во своих проектах. Данный движок был создан с особым упором на персональные компьютеры, поддерживая продвинутую систему физики и высококачественную графику. Движок использует библиотеку Havok и поддерживает DirectX 9.0c и DirectX 11. На 2016 год движок поддерживал Microsoft Windows (как для x86, так и для x86-64 платформ), PlayStation 4 и Xbox One.
В феврале 2020 года компания отказалась от собственного движка Roadhog Engine в пользу Unreal Engine 4 от Epic Games.

## Разработанные игры
| Название          | Год  | Платформа                                                                         | Движок          | Примечание | Издатель                         |
| ----------------- | ---- | --------------------------------------------------------------------------------- | --------------- | --- | -------------------------------- |
| Hard Reset        | 2011 | Windows                                                                           | Roadhog Engine  | Первая игра студии Flying Wild Hog.                                                                            | Flying Wild Hog                  |
| Hard Reset: Exile | 2012 | Windows                                                                           | Roadhog Engine  | Бесплатное дополнение для Hard Reset                                                                           | Flying Wild Hog                  |
| Shadow Warrior    | 2013 | Windows                                                                           | Roadhog Engine  | Ремейк одноимённой игры 1997 года Shadow Warrior. Версии для macOS и Linux созданы совместно с Knockout Games. | Devolver Digital                 |
| Shadow Warrior    | 2014 | PlayStation 4, Xbox One                                                           | Roadhog Engine  | Ремейк одноимённой игры 1997 года Shadow Warrior. Версии для macOS и Linux созданы совместно с Knockout Games. | Devolver Digital                 |
| Shadow Warrior    | 2015 | macOS, Linux                                                                      | Roadhog Engine  | Ремейк одноимённой игры 1997 года Shadow Warrior. Версии для macOS и Linux созданы совместно с Knockout Games. | Devolver Digital                 |
| Juju              | 2014 | Windows, PlayStation 3, Xbox 360                                                  | Roadhog Engine  | Игра в жанре платформер.                                                                                       | Flying Wild Hog                  |
| Juju              | 2015 | Android                                                                           | Roadhog Engine  | Игра в жанре платформер.                                                                                       | Flying Wild Hog                  |
| Hard Reset Redux  | 2016 | Windows, macOS, Linux, PlayStation 4, Xbox One                                    | Roadhog Engine  | Переиздание игры 2011 года Hard Reset.                                                                         | Gambitious Digital Entertainment |
| Shadow Warrior 2  | 2016 | Windows                                                                           | Roadhog Engine  | Игра из серии Shadow Warrior.                                                                                  | Devolver Digital                 |
| Shadow Warrior 2  | 2017 | PlayStation 4, Xbox One                                                           | Roadhog Engine  | Игра из серии Shadow Warrior.                                                                                  | Devolver Digital                 |
| Devolverland Expo | 2020 | Windows                                                                           | Unreal Engine 4 | Бесплатная юмористическая игра, приуроченная к онлайн-конференции издателя Devolver Digital 2020 года.         | Devolver Digital                 |
| Shadow Warrior 3  | 2022 | Windows                                                                           | Unreal Engine 4 | Игра из серии Shadow Warrior.                                                                                  | Devolver Digital                 |
| Evil West         | 2022 | Windows                                                                           |                 | Экшен в фантастическом мире Дикого Запада                                                                      | Focus Home Interactive           |
| Trek to Yomi      | 2022 | Nintendo Switch, PlayStation 4, PlayStation 5, Windows, Xbox One, Xbox Series X/S | Unreal Engine 4 | | Devolver Digital                 |
| Space Punks       | 2022 | Windows, PlayStation 5, Xbox Series X/S                                           |                 | Кооперативный ролевой боевик, в котором вам предстоит стрелять и грабить, странствуя по галактике.             | Jagex                            |